# 马伊奥岛

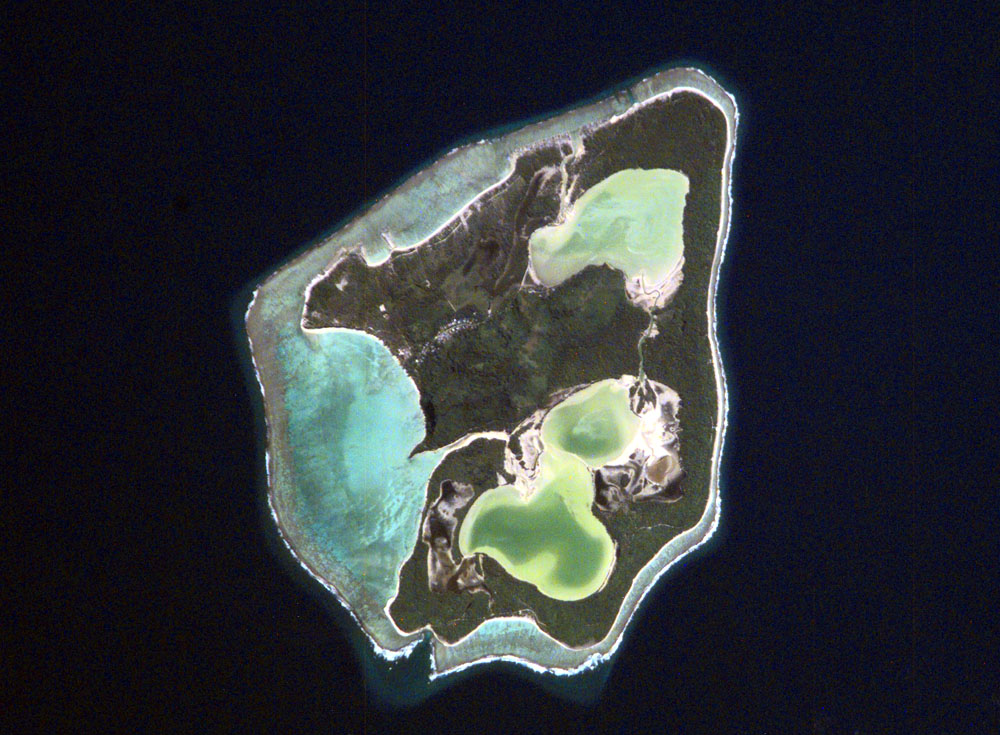
马伊奥岛

马伊奥岛（Maiao）是南太平洋法属波利尼西亚的岛屿，属于社会群岛（向风群岛）的一部分，行政上由莫雷阿-马伊奥市镇管辖；面积8.8平方公里，最高点海拔高度154米；2007年人口299人。